# Nałanek czarny
Nałanek czarny (Anisoplia austriaca) – gatunek chrząszcza z rodziny poświętnikowatych i podrodziny rutelowatych. Zamieszkuje zachód palearktycznej Eurazji.

## Taksonomia
Gatunek ten opisany został po raz pierwszy w 1783 roku przez Johanna Friedricha Wilhelma Herbsta pod nazwą Melolontha austriaca. W 1949 roku wyznaczony został przez Siergieja I. Miedwiediewa gatunkiem typowym podrodzaju Anisoplia (Autanisoplia).
Wyróżnia się w jego obrębie pięć podgatunków:
- Anisoplia austriaca austriaca (Herbst, 1783)
- Anisoplia austriaca hordearia Petrovitz, 1959
- Anisoplia austriaca kurdistana Reitter, 1889
- Anisoplia austriaca major Reitter, 1889
- Anisoplia austriaca persica Petrovitz, 1980

## Morfologia
Chrząszcz o owalnym, wydłużonym w zarysie ciele długości od 12 do 16 mm. Głowa jest czarna, lekko błyszcząca, krótko, rzadko, odstająco owłosiona. Przedplecze również jest czarne z lekkim połyskiem, po bokach i wzdłuż tylnego brzegu rzadko, krótko owłosione, w części pozostałej łyse. Barwa tarczki jest czarna. Pokrywy są żółtobrunatne do brunatnych, u samca często, a u samicy zawsze z kwadratową plamką czarnej barwy przy tarczce. Rzędy są dobrze zaznaczone, a międzyrzędy cechuje stosunkowo równomierne, dołkowate punktowanie. Podłużne zgrubienie krawędzi pokrywy poniżej guza barkowego jest u samicy silnie zaznaczone, żebrowate, a u samca wyrażone słabo. Błoniaste obrzeżenie pokrywy rozciąga się od szczytu do bocznego zgrubienia. Wierzch pokryw jest niemal łysy, a na bocznych brzegach ich barków występują krótkie szczecinki. Krótkie włosy na pygidium ograniczone są do części wierzchołkowej, gdzie tworzą kępkę. Kolor odnóży jest czarny. Przednie odnóża mają stopy u samca krótkie i masywne, z wcięciem u nasady ostatniego członu, u samicy zaś cieńsze i dłuższe, bez takowego wcięcia. Czarną spodnią stronę ciała cechuje długie, gęste i równomierne owłosienie sternitów odwłoka.

## Ekologia i występowanie
Gatunek palearktyczny o rozmieszczeniu pontyjskim. Podgatunek nominatywny znany jest z Niemiec, Austrii, Czech, Słowacji, Węgier, Ukrainy, Mołdawii, Rumunii, Bułgarii, Słowenii, Serbii, Czarnogóry, Macedonii Północnej, Grecji oraz europejskich części Rosji i Turcji. A. a. hordearia jest endemitem Rodos. A. a. major obejmuje zasięgiem południe europejskiej części Rosji, Gruzję, Azerbejdżan i Iran, A. a. kurdistana Armenię, Azerbejdżan i anatolijską część Turcji, natomiast A. a. persica anatolijską część Turcji i Iran. Na „Czerwonej liście gatunków zagrożonych Republiki Czeskiej” umieszczony został jako gatunek bliski zagrożenia wymarciem (NT).